# Flaga stanowa Georgii
Flaga stanowa Georgii.

Stars and Bars – flaga narodowa CSA z 13 gwiazdami obowiązująca w latach 1861–1863.

Na wniosek gubernatora Sonny Perdue w 2003 roku rozpisano referendum, mające rozstrzygnąć, która z flag (poprzednia, czy aktualna) ma stać się oficjalną flagą stanu. Nie wzięto pod uwagę tej, która obowiązywała w latach 1956–2001. Głosowanie odbyło się 2 marca 2004. Flaga została przyjęta przez około 74,3% wyborców. Wielu tradycjonalistów bojkotowało referendum ze względu na brak tej, której 2/3 płata stanowiła flaga bojowa Skonfederowanych Stanów Ameryki.
Obecna flaga jest bardzo podobna do pierwszej flagi państwowej CSA oraz do tych, które obowiązywały w latach 1879–1902 i 1902–1956. W kantonie znajduje się pieczęć stanowa Georgii i trzynaście gwiazd na niebieskim tle. Tyle samo było gwiazd na fladze bojowej.
Przyjęta 8 maja 2003 roku. Proporcje 2:3.

## Flagi historyczne

Przed 1879 (flaga nieoficjalna)
1906–1920
1920–1956
1956–2001
2001–2003
od 2003

## Do tradycji Konfederacji nawiązują też flagi
- Alabamy
- Arkansas
- Florydy
- Missisipi (wersje używane w latach 1894–2020)